# Hyporhicnoda metae
Hyporhicnoda metae är en kackerlacksart som beskrevs av Morgan Hebard 1921. Hyporhicnoda metae ingår i släktet Hyporhicnoda och familjen jättekackerlackor.
Artens utbredningsområde är Colombia. Inga underarter finns listade i Catalogue of Life.